# Comix Book
Comix Book est un magazine publié de 1973 à 1974 par Marvel Comics puis par Kitchen Sink de 1975 à 1976 qui proposait des pages réalisées par des auteurs underground.

## Historique
En 1973, les comics underground commencent à décliner. Le système de distribution, la pression policière et judiciaire contre des œuvres jugées pornographiques et la diminution du lectorat menacent la pérenité de ce genre de bande dessinée. C'est pourtant cette année-là que Stan Lee décide de publier un magazine accueillant des artistes underground. Il rencontre Denis Kitchen, propriétaire de la petite maison d'édition Kitchen Sink qui publie de nombreux artistes de la contre-culture. Comme la chute de revenus menace l'existence même de Kitchen's Ink, les deux éditeurs, qui par ailleurs se connaissaient avant et s'appréciaient, trouvent un accord pour que Marvel Comics publie un magazine underground. Pour éviter que Marvel soit trop attaché à un projet potentiellement périlleux pour l'image d'éditeur familial, il est décidé que le magazine sera publié sous la marque Magazine Management Co. une filiale de Marvel. Ceci a aussi l'avantage de permettre de ne pas soumettre au Comics Code le magazine. Stan Lee demande aussi que les auteurs s'auto-censurent et évitent d'aborder la sexualité de manière trop crue ainsi que l'usage de drogues. Kitchen accepte et parvient à trouver des artistes qui se soumettent à ces conditions. En contrepartie, ceux-ci gagnent quatre fois plus d'argent puisque qu'une planche se monnayant 25 $ dans le circuit underground valait 100 $ chez Marvel. Par ailleurs, Denis Kitchen obtient de Lee que les auteurs restent propriétaires de leurs œuvres et gardent le copyright. Bien que cela aille à l'encontre de la politique de Marvel sur le droit des auteurs, Lee accepte,.
En octobre 1974, sort le premier numéro de Comix Book. Très vite l'expérience est arrêtée. Les ventes ne sont pas satisfaisantes et Lee décide d'arrêter la production du magazine au troisième numéro. après de longs pourparlers, Denis Kitchen reprend les droits du magazine et sort en 1976 les deux derniers numéros dont les bandes ont déjà été réalisées.

## Artistes présents
Même s'il manque l'auteur phare du comics underground, Robert Crumb, Comix Book accueille des artistes importants de ce courant. En effet s'y retrouvent des bandes de Art Spiegelman qui signe les premières planches de Maus, Trina Robbins, Howard Cruse, Kim Deitch, Justin Green, Skip Williamson ou S. Clay Wilson.

## Accueil critique
La série n'a pas trouvé son public dans les années 1970 mais cela n'a pas empêché qu'elle soit réimprimée dans une anthologie intitulée The Best of Comix Book: When Marvel Went Underground et publiée par Dark Horse Comics dans sa collection  Kitchen Sink Books en 2013. Ce livre a été traduit en français par les éditions Stara en 2015. Les critiques ont été sévères, déplorant que les contraintes imposées par Lee empêchent les auteurs de livrer des œuvres vraiment personnelles.